# STS-4
إس تي إس-4 (بالإنجليزية: STS-4)‏ رابع مهمة ضمن برنامج مكوك الفضاء لوكالة ناسا، والمهمة الرابعة أيضاً لمكوك الفضاء كولومبيا، بدأت في 27 يونيو 1982، وعادت إلى الأرض بعد أسبوع وتحديداً في 4 يوليو، كان الهدف من الرحلة التأكد من قدرة المكوك قبل الإعلان عن تشغيلة بشكل رسمي بالإضافة إلى إجرآء بعض التجارب ومهام عسكرية، حملت كولومبيا طاقم من اثنين - قائد المهمة كين ماتينجلي والطيار هنري هارتسفيلد، تأخر إطلاق المكوك مدة ساعة بسبب فشل سخان خط الدعم الأرضي.

## معرض صور

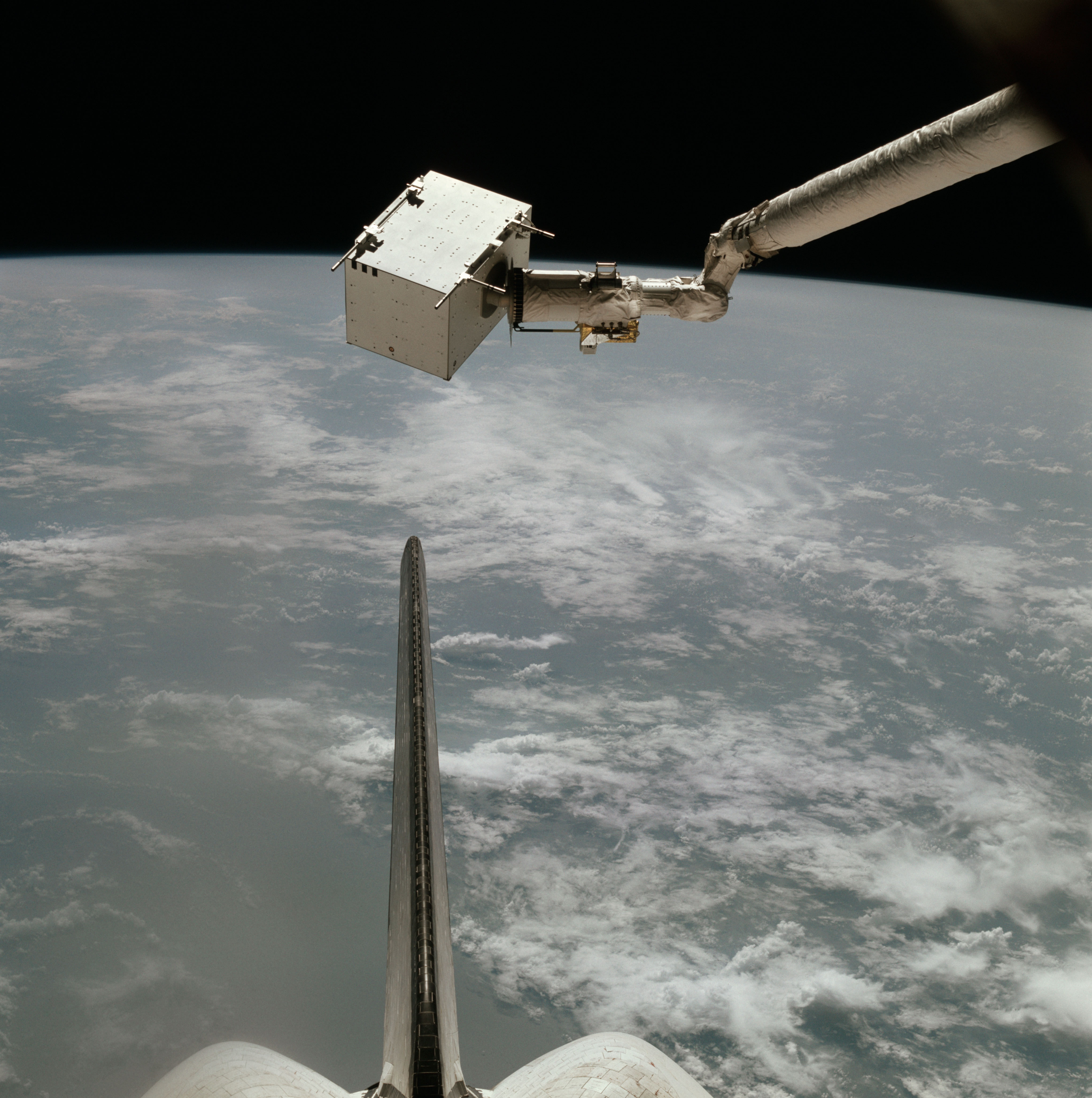
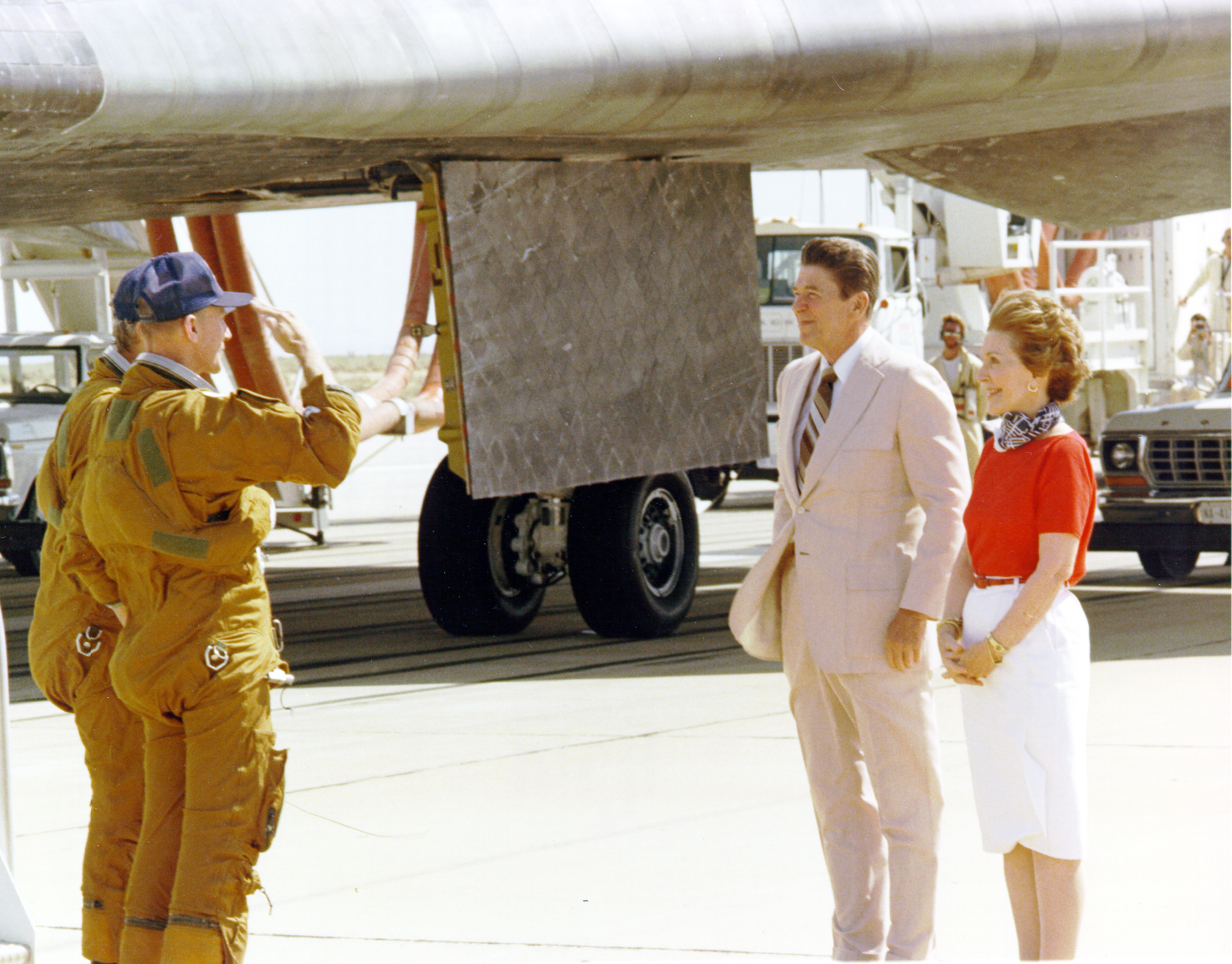
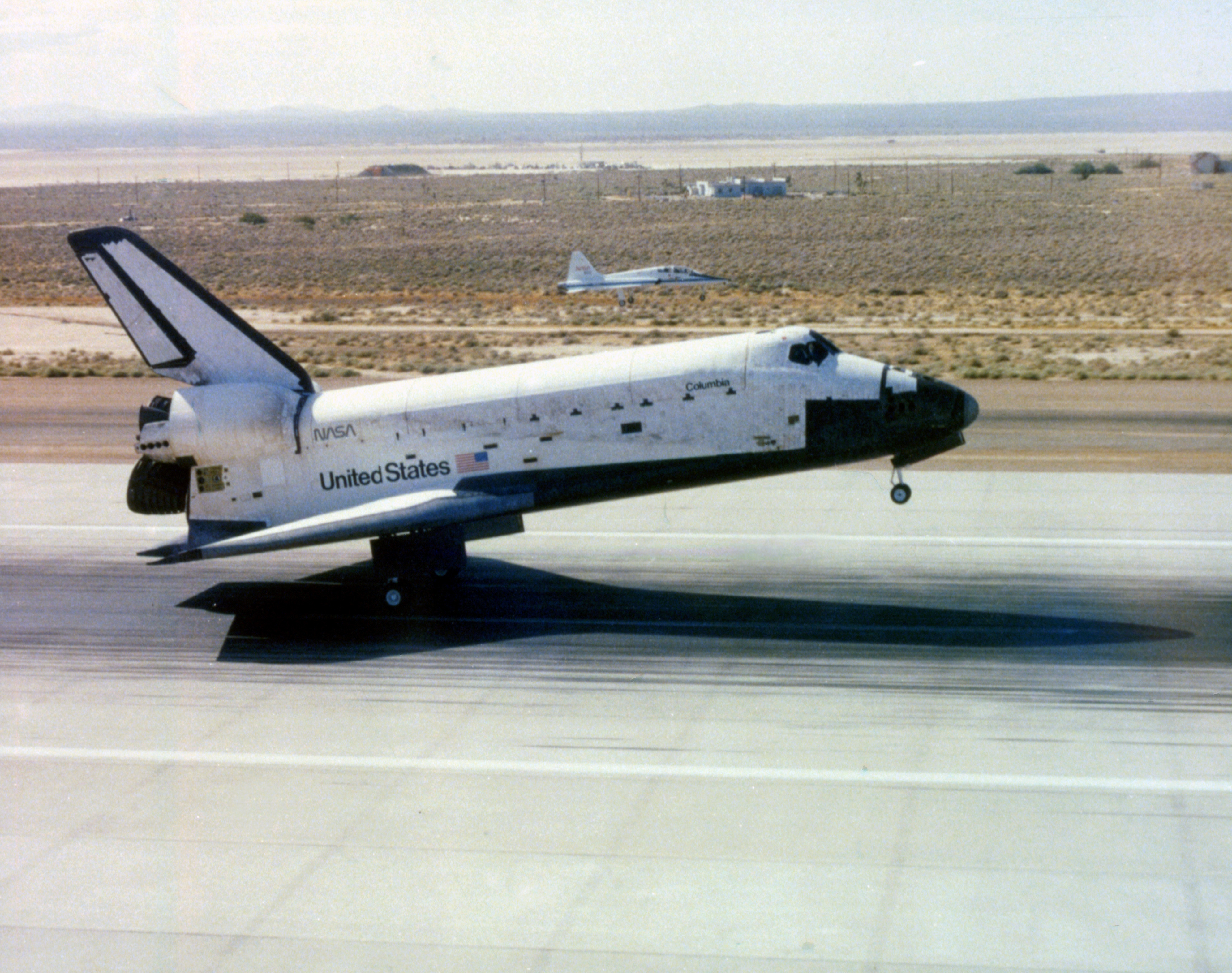